# 슬리피 탐
슬리피 탐(Sleepy Tom, 1990년 1월 5일 ~ )은 스피닝 레코드 소속 캐나다의 음악 프로듀서, DJ이다.